# شمال از شمال شرقی
شمال از شمال شرقی (انگلیسی: North by Northeast) یک جشنواره سالانه موسیقی و هنر است که هر ماه ژوئن در تورنتو، انتاریو، کانادا برگزار می‌شود.